# Mary Irvine
Mary Irvine (* 10. Dezember 1956 in Clontarf, Dublin, Irland) ist eine frühere irische Richterin und vormalige Rechtsanwältin. Sie war Richterin am Supreme Court der Republik Irland und Präsidentin des High Court.

## Leben
Mary Irvine studierte am University College Dublin. Nach dem rechtswissenschaftlichen Studium folgte die Ausbildung am King’s Inns, sodass sie 1978 zur Rechtsanwaltschaft (als Barrister) zugelassen wurde. 1996 wurde sie Senior Counsel.
2007 wurde sie zur Richterin am High Court ernannt. Mit der Einrichtung des Court of Appeal wechselte Irvine 2014 in dieses Gericht. 2019 wurde sie zur Richterin am Supreme Court ernannt. Aber bereits ein Jahr später, 2020, folgte die Ernennung zur Präsidentin des High Court. Damit war sie zugleich ex officio Richterin am Supreme Court. 
Im Juli 2022 ging sie in den Ruhestand.

## Privates
Mary Irvine war mit dem früheren Rechtsanwalt Michael Moriarty verheiratet, mit dem sie drei Kinder hat (ein Sohn vorverstorben).